# Sugammadex

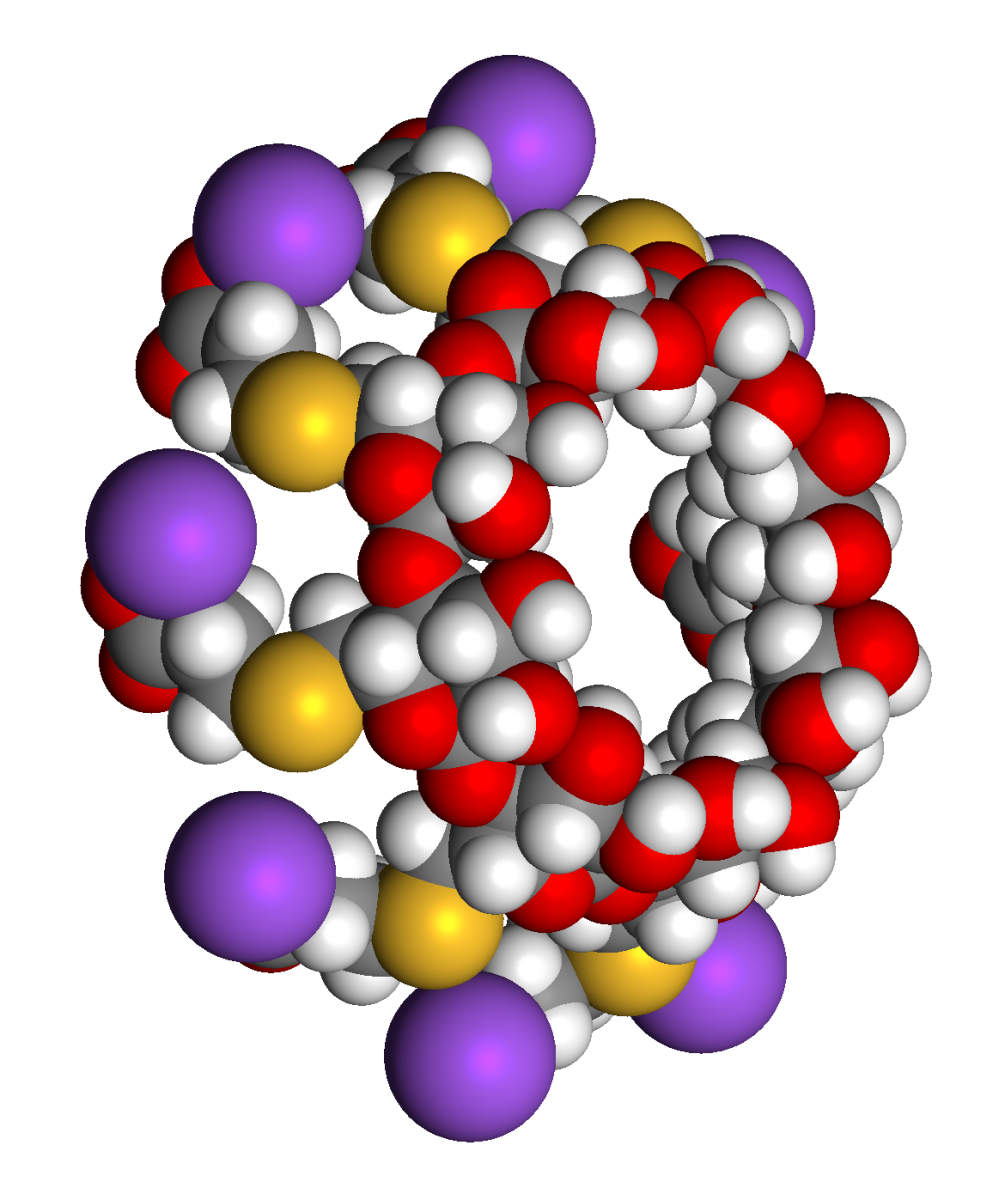
3D-model van sugammadex

Sugammadex (Merknaam: Bridion, Organon) is de eerste en tot nu toe enige "selective relaxant binding agent" (SRBA), dit is een farmaceutische stof die de werking opheft van bepaalde spierverslappers, in het bijzonder rocuronium en vecuronium, door zich er chemisch mee te verbinden. Die spierverslappers worden bij bepaalde operaties gebruikt om de spieren van de patiënt te verslappen, waardoor de operatie makkelijker is uit te voeren. Sugammadex kan aan het einde van de operatie de werking van de spierverslappers versneld ongedaan maken.
Bridion is een oplossing van het natriumzout van sugammadex. Het is ontwikkeld door Akzo Nobel.

## Introductie en geschiedenis
Sugammadex is uitgevonden in de Newhouse research site in Schotland. De wetenschappers die de molecule hebben ontwikkeld werkten voor het farmaceutisch bedrijf Organon. Organon werd later overgenomen door Schering-Plough in 2007. Hierna is Schering-Plough overnomen door Merck in 2009. Vandaag de dag is sugammadex gepatenteerd door Merck. Op 3 januari, 2008, heeft Schering-Plough een New Drug Application ingediend bij de FDA maar deze werd afgewezen in augustus, 2008. De EMA heeft het geneesmiddel goedgekeurd voor verkoop en gebruik in Europa op 29 juli, 2008.

## Werking

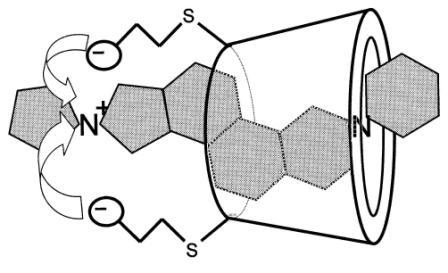
schematische voorstelling van rocuronium (grijs) "ingekapseld" door sugammadex

Sugammadex is een gemodificeerd γ-cyclodextrine. Cyclodextrines zijn macrocyclische verbindingen met een "holte" als een afgeknotte kegel, die lipofiele moleculen kunnen "inkapselen". De wijziging bestaat uit acht carboxyl-thio-ethergroepen die op het cyclodextrine zijn aangebracht. Daardoor vergroot de holte van het cyclodextrine. Deze negatief geladen groepen binden zich aan de positief geladen ammoniumgroep van rocuronium- of vecuroniumbromide, en vormen zo een stabiel complex, waarbij de spierverslapper (een steroïde) ingekapseld wordt door het lipofiele deel van sugammadex en daardoor zijn activiteit verliest.
Sugammadex heeft een aantal voordelen ten opzichte van het traditioneel gebruikte neostigmine. De spieren herstellen zich sneller met sugammadex. Sugammadex heeft ook niet de ongewenste neveneffecten (zoals hartritmestoornissen of bronchoconstrictie) van neostigmine, dat een acetylcholinesterase-inhibitor is.
De vaakst voorkomende bijwerking van sugammadex is een tijdelijke onaangename smaak in de mond.

## Dosering
Sugammadex wordt gebruikt om de neuromusculaire blokkade op te heffen na toediening van vecuronium of rocuronium. Bij standaard gebruik wordt er een dosis toegediend van 2 mg/kg bij een zwak/medium blok, bij een diep blok wordt er 4 mg/kg toegediend. Voor een onmiddellijke opheffing van het blok drie minuten nadat er een maximum van 1,2 mg/kg rocuronium is gegeven wordt er 16 mg/kg sugammadex toegediend. Merk op dat alle toedieningen onder de vorm zijn van een eenmalige snelle bolus injectie en direct geïnjecteerd moeten worden in een ader of IV. Er is geen dosis aanpassing vereist wanneer de patiënt ouder is dan 65 jaar, aan obesitas lijdt of een ander geslacht heeft.